# Theralith
Theralith (auch Theralit) ist der Name für ein plutonisches Gestein aus der Gruppe der foidführenden Gabbros. Der Name leitet sich von einem Vorkommen auf der Insel Thera in der Ägäis ab. Die Erstbeschreibung erfolgte durch Karl Heinrich Rosenbusch im Jahre 1887.

## Mineralbestand und Gesteinsbeschreibung
Der Mineralbestand umfasst Plagioklas (Andesin und Labradorit), mehr als 10 % Foide (meist Nephelin), Augit, Olivin, sowie in geringen Mengen Biotit, bis maximal 10 % Alkalifeldspat und Alkali-Amphibol. Als akzessorische Bestandteile treten Apatit, Titanit und sulfidische Erzminerale auf, niemals jedoch Quarz. Mit dieser Zusammensetzung gehören Theralithe zur Gruppe der Gabbroide. Beträgt der Gesamtgehalt der dunklen Minerale weniger als 30 %, wird die Vorsilbe Leuko dem Gesteinsnamen vorangestellt, bei Gehalten über 70 % die Vorsilbe Mela. Theralithe sind oft grobkörnig und haben eine gleichkörnige Struktur.

## Entstehung und Vorkommen
Als stark Silizium-untersättigte Gesteine, kommen Theralithe niemals in tektonischen aktiven Zonen wie Kollisionsorogenen vor. Man findet sie vorwiegend als kleinere Vorkommen an tiefreichenden Störungszonen oder Gräben, an denen Material aus dem Erdmantel aufdringen kann. Neben der Typlokalität auf der Insel Thera findet man dieses Gestein auf der Kola-Halbinsel und im Messum-Krater in Namibia. In Deutschland gibt es ein kleines Vorkommen im Oberrheingraben am Kaiserstuhl.
Das vulkanische Äquivalent des Theralits ist der Basanit.